# VC Menen
VC Menen är en herrvolleybollklubb i Menen, Belgien. Klubben grundades 1996 genom en sammanslagning av klubbarna Smashing Club Menen och Sialco Menen. Smashing Club Menen hade sitt ursprung i den lokala polisen och hade spelat matcher sedan 1946 och bildat klubb 1953, medan Sialco Menen kom från Sint Aloysius college och hade bildats 1962. Laget har spelat i Liga A (högsta serien) sedan säsongen 2000/2001. Det har som bäst kommit tvåa både i serien och i belgiska cupen. Internationellt har de två andraplaceringar i CEV Challenge Cup, 2011/2012 samt 2015/2015, som bästa resultat.